# Girls Just Want to Have Fun
"Girls Just Want To Have Fun" é uma canção escrita e gravada pela primeira vez em 1979 pelo músico americano Robert Hazard. É mais conhecido como um single pela cantora americana Cyndi Lauper, cuja versão foi lançada em 1983. Foi o primeiro grande single lançado por Lauper como artista solo e o single principal de seu álbum de estréia, She So Unusual (1983). A versão de Lauper ganhou reconhecimento como um hino feminista e foi promovida por um videoclipe vencedor do Grammy. Foi regravada, como uma gravação em estúdio ou em uma performance ao vivo, por mais de 30 outros artistas.
"Girls Just Want to Have Fun" foi um dos maiores sucessos de Lauper, alcançando a segunda posição na Billboard Hot 100, por duas semanas e continua sendo uma das canções de mais relevância a terem sido lançadas nos anos 80. Foi originalmente escrita sob o ponto de vista do sexo masculino. Para sua versão, Lauper modificou ligeiramente a letra, sintetizado-a como um "hino" sobre o papel feminino na sociedade, e é considerado um clássico da era feminista.

## (Hey Now) Girls Just Want to Have Fun
Em 1994, Lauper relançou a canção como "(Hey Now) Girls Just Want to Have Fun", com um novo arranjo com toques de reggae.
Lauper realizou várias versões de "Hey Now" durante seus shows antes da turnê Twelve Deadly Cyns. É como ela finalmente chegou à versão final que apareceu em Twelve Deadly Cyns ...and Then Some. Tudo começou quando ela estava em turnê para Hat Full of Stars. Ela cantou uma versão que era muito diferente no concerto de Singapura, e que mudou muito para o show de Toronto. Essas pré-versões eram mais parecidos com a versão original, mas com o "Hey Now" coro. No entanto, o Gay Games é provavelmente a primeira vez que a versão real do "Hey Now" foi realizada completa com drag queens e todos, como o vídeo da música.
"Hey Now" joga sobre a seqüência de encerramento e créditos do filme To Wong Foo, Thanks for Everything! Julie Newmar, estrelado por John Leguizamo, Wesley Snipes e Patrick Swayze como drag queens.
A canção foi um grande retorno para Lauper, uma vez que atingiu o top 10 e top 40 em muitos países e foi um grande sucesso nos Estados Unidos. Ele chegou ao número quatro no Reino Unido e Nova Zelândia, sua posição mais alta. Em  janeiro de 2022, o vídeo oficial no Youtube alcançou 1 bilhão de visualizações, sendo a primeira artista feminina dos anos 80 atingir tal marca.

## Faixas do single
US CD single
1. "(Hey Now) Girls Just Want to Have Fun" (single edit)
2. "Time After Time" (single edit)
3. "(Hey Now) Girls Just Want to Have Fun" (Sly & Robbie's Home Grown version)
4. "(Hey Now) Girls Just Want to Have Fun" (Vasquez remix)
5. "Girls Just Want to Have Fun" (original version)

Japanese CD single
1. "(Hey Now) Girls Just Want to Have Fun" (single edit)
2. "(Hey Now) Girls Just Want to Have Fun" (Mickey Bennett's version)
3. "(Hey Now) Girls Just Want to Have Fun" (Sly & Robbie's Home Grown version)
4. "(Hey Now) Girls Just Want to Have Fun" (Vasquez remix)

French CD Single
1. "(Hey Now) Girls Just Want to Have Fun"
2. "Hat Full of Stars"

1. "(Hey Now) Girls Just Want to Have Fun" (single edit) – 3:39
2. "(Hey Now) Girls Just Want to Have Fun" (Mickey Bennett's "Carnival" version featuring Patra)
3. "(Hey Now) Girls Just Want to Have Fun" (Sly & Robbie's "Home Grown" version featuring Snow)
4. "(Hey Now) Girls Just Want to Have Fun" (Junior Vasquez Remix "Pop Goes the Dancehall" featuring Snow)
5. "Girls Just Want to Have Fun" (original version)

## Charts
O single alcançou número #1 em mais de 10 países, bem como conseguiu alcançar o Top 10 em 15 países diferentes. Chegou a número um na Austrália, Brasil, Canadá, Irlanda, Japão, Nova Zelândia e Noruega, e número dois no Reino Unido e nos Estados Unidos.
| Chart (1983/84)                         | Peak position |
| --------------------------------------- | ------------- |
| Australian ARIA Singles Chart           | 1             |
| Austria Top 40                          | 3             |
| Canadian Singles Chart                  | 1             |
| Hit Parade Brasil                       | 1             |
| Dutch Singles Chart                     | 3             |
| Eurochart Hot 100                       | 1             |
| German Singles Chart                    | 6             |
| Ireland Singles Chart                   | 1             |
| Federazione Industria Musicale Italiana | 3             |
| Japanese Oricon Weekly Chart            | 17            |
| Japanese Oricon International Chart     | 1             |
| Netherlands Singles Charts              | 3             |
| New Zealand RIANZ Singles Chart         | 1             |
| Norwegian VG-lista                      | 1             |
| Swedish Singles Chart                   | 5             |
| Swiss Singles Chart                     | 6             |
| UK Singles Chart                        | 2             |
| U.S. Billboard Hot 100                  | 2             |
| U.S. Cash Box                           | 1             |
| U.S. Billboard Hot Dance Club Play      | 1             |

### Fim de Ano nos charts
| País   | Chart                  | Posição |
| ------ | ---------------------- | ------- |
| US     | Billboard Fim de Ano   | 15      |
| UK     | UK Fim de Ano Singles  | 32      |
| Canadá | RPM Fim de Ano Singles | 9       |

## Certificações
| País           | Certificação | Vendas    |
| -------------- | ------------ | --------- |
| França         | Ouro         | 500,000   |
| Reino Unido    | Prata        | 380,000   |
| Canadá         | 2x Platina   | 200,000   |
| Japão          | Ouro         | 110,420   |
| Estados Unidos | Platina      | 2,000,000 |